# Alan Stivell
Alan Stivell rodným jménem Alan Cochevelou (* 6. ledna 1944 Riom, Francie) je francouzský hudebník.
Hudbě se věnoval již od dětství; ve svých pěti letech začal hrát na klavír a nedlouho poté také na keltskou harfu. Širšímu publiku se představil v roce 1972 a od té doby je uznáván jako jedna z významných osobností, které kombinují keltskou hudbu s rockem. V roce 1983 získal cenu Premio Tenco. Spolupracoval také s českou skupinou Čechomor. Na jeho albu z roku 1998, které dostalo název 1 Douar, se podíleli například Youssou N'Dour, John Cale a Khaled.

## Diskografie
Studiová alba
- Telenn Geltiek / Harpe celtique (1964)
- Reflets / Reflections (1970)
- Renaissance of the Celtic Harp (1971)
- Chemins de Terre / From Celtic Roots / Celtic Rock (1973)
- E Langonned (1974)
- Trema'n inis / Vers l'Île (1976)
- Raok Dilestra / Avant d'accoster / Before Landing (1977)
- Un dewezh 'barzh 'gêr / Journée à la maison / A Homecoming (1978)
- Symphonie Celtique - Tir Na N-Og / Celtic Symphony (1979)
- Terre des vivants / Bed an dud (1981)
- Legend / Légende / Mojenn (1983)
- Harpes Of The New Age / Harpes du Nouvel Âge / Telenn a' Skuilh-dour (1985)
- The Mist Of Avalon (1991)
- Again (1993)
- Brian Boru (1995)
- 1 Douar / 1 Earth (1998)
- Back To Breizh (1999)
- Au-delà des mots / Beyond Words (2002)
- Explore (2006)
- Emerald (2009)
- AMzer: seasons (2015)

Alba živě
- À l'Olympia (1972)
- E Dulenn (1975)
- International tour - Tro ar Bed (1979)
- Bretagnes à Bercy (1999)
- Nuit Celtique II au Stade de France (2003)
- 40th Anniversary Olympia 2012 (2013)